# Sportjahr 1881
Liste der Sportjahre

◄◄ | ◄ | 1877 | 1878 | 1879 | 1880 | Sportjahr 1881 | 1882 | 1883 | 1884 | 1885 | ► | ►►

Weitere Ereignisse

## Ereignisse

### Fußball
- 10. Januar bis 9. April: Der erste Irish Cup im Fußball wird ausgespielt.

### Rugby

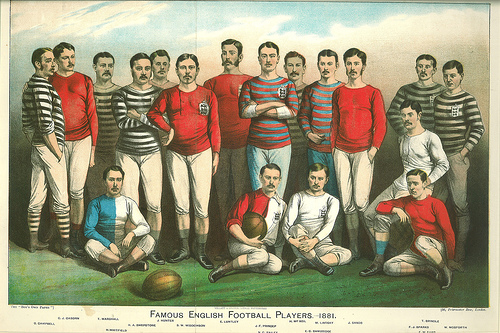
Englische Rugbyspieler 1881

- 19. Februar: Die Walisische Rugby-Union-Nationalmannschaft spielt ihr erstes Länderspiel und wird von England mit 30:0 besiegt.
- Der 12. März 1881 gilt als wahrscheinlichstes Datum für die Gründung der Welsh Rugby Union.

### Rudern
- 8. April: Oxford besiegt Cambridge im Boat Race in 21'51".

### Tennis
- 21. Mai: Auf Initiative von James Dwight und Clarence Clark wird in New York die United States Lawn Tennis Association gegründet.

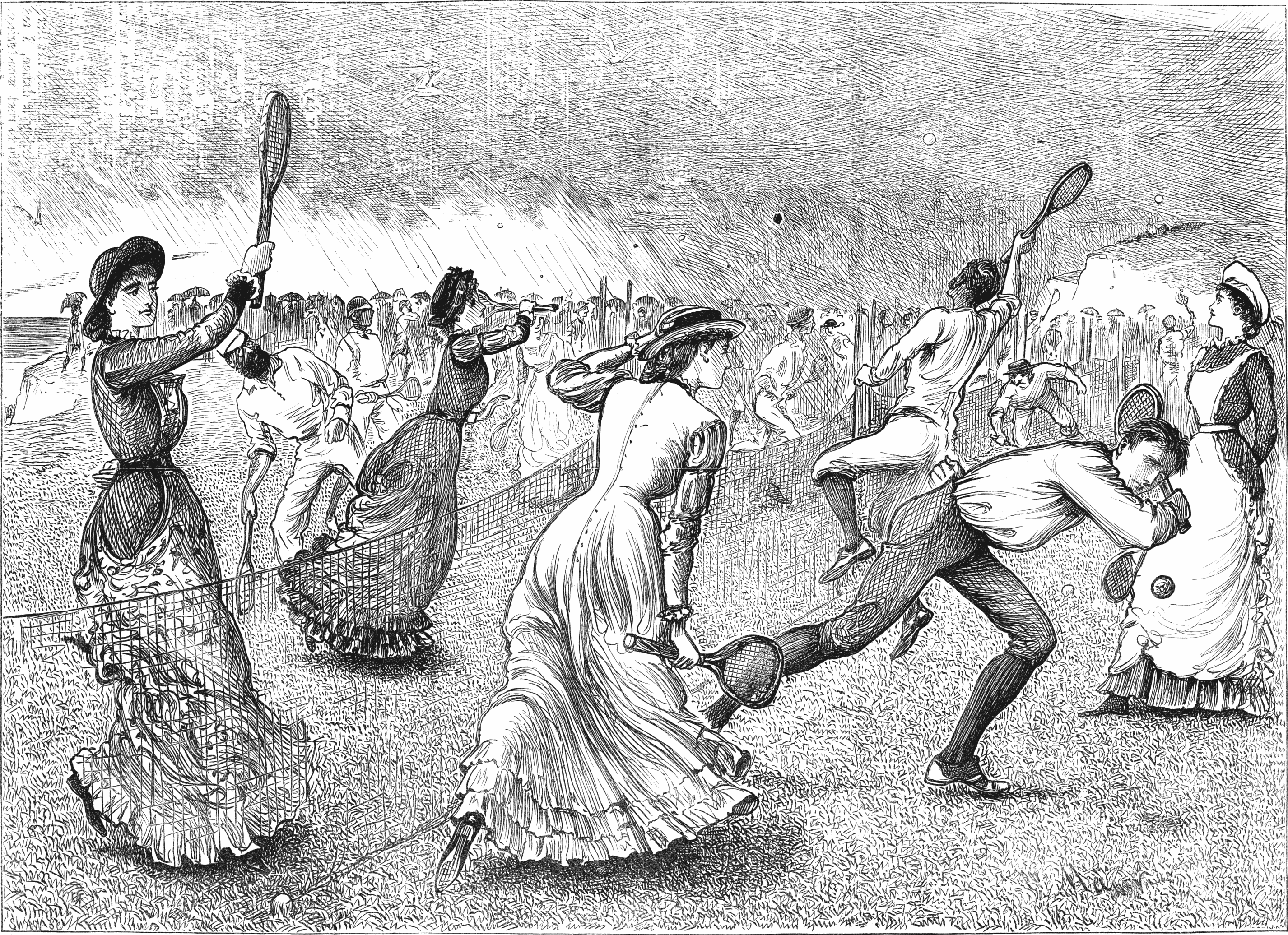
A modern tournament, Karikatur im Punch, 3. September 1881

- 2. bis 13. Juli: Wimbledon Championships 1881

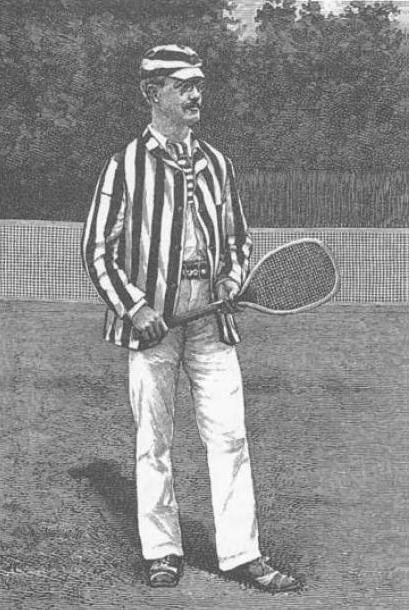
Richard Sears

- August: Die U.S. National Championships im Tennis werden im Newport Casino in Newport, Rhode Island, erstmals ausgetragen. Richard Sears wird der erste Sieger des Herreneinzels, das zu diesem Zeitpunkt nur für Vereine offen ist, die Mitglied in der United States Lawn Tennis Association sind.

### Turnen
- 23. Juli: Mit dem Europäischen Turner-Bund (Fédération Européenne de Gymnastique – FEG) in Lüttich entsteht einer der ältesten internationalen Zusammenschlüsse auf Sportebene, nach Umbenennung 1921 durch Aufnahme außereuropäischer Mitglieder heute Internationaler Turner-Bund (Fédération Internationale de Gymnastique – FIG).

### Wintersport
- Der Norweger Sveinung Svalastoga erreicht beim Skispringen auf dem Husebybakken in Kristiania (Oslo), die Weltrekordweite von 22 Metern.

### Vereinsgründungen
- 1. Oktober: Der französische Sportverein Girondins Bordeaux wird gegründet, in dem vorläufig nur Turnen und Schießen praktiziert wird.
- 20. November: Der Ruderclub Villach wird gegründet.
- 23. November: Der Eislaufverein Ravensburg wird gegründet. Anfangs dient ein Weiher auf dem Gelände der Maschinenfabrik Escher-Wyss als Eisplatz.
- Das k.u.k. Militär Fecht- und Turnlehrerinstitut wird gegründet.

## Geboren

### Januar
- 04. Januar: Cyril de Vère, französischer Automobilrennfahrer († 1964)
- 05. Januar: Élie Bourgois, französischer Turner († 1946)
- 05. Januar: David Hammond, US-amerikanischer Schwimmer und Wasserballspieler († 1940)
- 05. Januar: Paul Arnold Walty, Schweizer Fußballspieler († 1969)
- 12. Januar: Léon Molon, französischer Automobilrennfahrer und Flugzeugpionier († 1952)
- 13. Januar: Martin Holt, britischer Degenfechter († 1956)
- 17. Januar: Frank Hughes, US-amerikanischer Sportschütze († 1942)
- 17. Januar: William Ewart Napier, US-amerikanischer Schachmeister englischer Herkunft († 1952)
- 20. Januar: Edward Lessimore, britischer Sportschütze († 1960)
- 21. Januar: Ernst Fast, schwedischer Leichtathlet († 1959)
- 22. Januar: Sigismund Freyer, deutscher Springreiter († 1944)
- 26. Januar: Lewis Moist, britischer Schwimmer († 1940)
- 30. Januar: Holger Frederiksen, dänischer Fußballspieler († 1936)
- 00. Januar: Garrett Serviss, US-amerikanischer Leichtathlet († 1907)

### Februar
- 02. Februar: Alfredo Accorsi, italienischer Turner († 1951)
- 02. Februar: Karl Frederick, US-amerikanischer Sportschütze († 1963)
- 03. Februar: Anne de Borman, belgische Tennisspielerin († 1962)
- 06. Februar: William Wood, kanadischer Marathonläufer († 1940)
- 08. Februar: William Titt, britischer Turner († 1956)
- 10. Februar: Ken McArthur, südafrikanischer Marathonläufer und Olympiasieger († 1960)
- 13. Februar: Albert Delannoy, französischer Leichtathlet († 1944)
- 15. Februar: Frederick Naylor, britischer Schwimmer († 1949)
- 16. Februar: Iivari Kyykoski, finnischer Turner († 1959)
- 18. Februar: John Rice, kanadischer Ruderer († 1941)
- 20. Februar: Bernard Gravier, französischer Degenfechter († 1923)
- 23. Februar: Polydore Veirman, belgischer Ruderer († 1951)
- 24. Februar: Lajos Gönczy, ungarischer Leichtathlet († 1915)
- 27. Februar: Sigvard Sivertsen, norwegischer Turner († 1963)
- 28. Februar: Fernand Sanz, spanischer Radrennfahrer und illegitimer Sohn des spanischen Königs Alfons XII. († 1925)

### März
- 01. März: Léon Derny, französischer Automobil- und Motorradrennfahrer († 1963)
- 03. März: Lacey Hearn, US-amerikanischer Leichtathlet († 1969)
- 04. März: Rollin Feitshans, US-amerikanischer Tennisspieler († 1952)
- 06. März: Émile Friol, französischer Radrennfahrer († 1916)
- 10. März: Hans Latscha, deutscher Rugbyspieler († 1967)
- 19. März: Mauritz Johansson, schwedischer Sportschütze († 1966)
- 21. März: Herbert von Petersdorff, deutscher Schwimmer († 1964)
- 24. März: Kristian Middelboe, dänischer Fußballspieler († 1965)
- 26. März: Ronald McLean, britischer Turner († 1941)
- 27. März: Alan Bailey, kanadischer Ruderer († 1961)
- 28. März: Martin Sheridan, US-amerikanischer Leichtathlet († 1918)
- 29. März: Tiest van Gestel, niederländischer Bogenschütze († 1969)
- 29. März: Otto Hooff, deutscher Wasserspringer († 1960)

### April
- 01. April: Henri Laurent, französischer Fechter († 1954)
- 02. April: Robert Branks Powell, kanadischer Tennisspieler († 1917)
- 04. April: Paul Palén, schwedischer Sportschütze († 1944)
- 06. April: Karl Gustaf Staaf, schwedischer Leichtathlet und Tauzieher († 1953)
- 07. April: Rudolph Wolken, deutsch-US-amerikanischer Ringer († 1956)
- 13. April: Ole Bjerke, norwegischer Sportschütze († 1959)
- 24. April: Con Walsh, kanadischer Leichtathlet († 1942)
- 27. April: Pierre Peyrusson, französischer Schwimmer († 1914)
- 28. April: Ole Lilloe-Olsen, norwegischer Sportschütze († 1940)
- 29. April: Carl Jahnzon, schwedischer Leichtathlet († 1955)
- 30. April: Tom Burridge, englischer Fußballspieler († 1965)

### Mai
- 01. Mai: John Svanberg, schwedischer Langstreckenläufer († 1957)
- 03. Mai: Roger Basset, französischer Leichtathlet und Rugbyspieler († 1918)
- 06. Mai: Bernhard von Gaza, deutscher Ruderer († 1917)
- 11. Mai: Harry Lawson, kanadischer Marathonläufer († 1955)
- 13. Mai: Joseph Forshaw, US-amerikanischer Marathonläufer († 1964)
- 18. Mai: Léon Dupont, belgischer Leichtathlet († 1956)
- 29. Mai: Frederick Septimus Kelly, britischer Ruderer († 1916)
- 31. Mai: Heinrich Burger, deutscher Eiskunstläufer († 1942)

### Juni
- 01. Juni: Simon Okker, niederländischer Fechter († 1944)
- 02. Juni: Walter Egan, US-amerikanischer Golfspieler († 1971)
- 02. Juni: James McEachern, US-amerikanischer Leichtathlet († 1969)
- 03. Juni: Arthur Henney, deutscher Automobilrennfahrer und Unternehmer († 1958)
- 04. Juni: Philippe Houben, belgisch-französischer Schwimmer und Wasserballspieler († unbekannt)
- 06. Juni: Alfred Steinke, deutscher Eishockeyspieler, -torhüter, -schiedsrichter und -funktionär († 1947)
- 09. Juni: Leó von Baráth, ungarischer Tennisspieler († unbekannt)
- 10. Juni: Ed Sol, niederländischer Fußballspieler († 1965)
- 11. Juni: Alexandre Lippmann, französischer Degenfechter († 1960)
- 14. Juni: George Alan Thomas, britischer Schach-, Badminton- und Tennisspieler († 1972)
- 15. Juni: Kurt Malisch, deutscher Schwimmer († 1970)
- 18. Juni: Zoltán von Halmay, ungarischer Schwimmer und Schwimmtrainer († 1956)
- 19. Juni: Edgar Leonard, US-amerikanischer Tennisspieler († 1948)
- 25. Juni: Niels Løw, dänischer Leichtathlet († 1964)
- 29. Juni: Louis Trousselier, französischer Radrennfahrer († 1939)
- 29. Juni: Gottlob Walz, deutscher Wasserspringer († 1943)

### Juli
- 02. Juli: Jetze Doorman, niederländischer Fechter und Pentathlet († 1931)
- 03. Juli: Horace Bailey, englischer Fußballtorhüter († 1960)
- 09. Juli: Arvid Andersson, schwedischer Tauzieher († 1956)
- 11. Juli: Willem van Blijenburgh, niederländischer Fechter († 1936)
- 12. Juli: Emilio Fontanella, italienischer Ruderer († unbekannt)
- 12. Juli: Edward Jones, britischer Lacrossespieler († 1951)
- 12. Juli: Edward Potts, britischer Turner († 1944)
- 14. Juli: Oscar Friede, US-amerikanischer Tauzieher († 1943)
- 14. Juli: Leonard Richardson, südafrikanischer Langstrecken- und Hindernisläufer († 1955)
- 16. Juli: Artúr Coray, ungarischer Leichtathlet († 1909)
- 17. Juli: Cornelius Gellert, deutscher Politiker und Sportfunktionär († 1944)
- 19. Juli: Willy Kohlmey, deutscher Sprinter († 1953)
- 21. Juli: Ludvig Drescher, dänischer Fußballtorhüter († 1917)
- 21. Juli: Hugo Friend, US-amerikanischer Weitspringer und Hürdenläufer († 1966)
- 22. Juli: Mabel Parton, englische Tennisspielerin († 1962)
- 26. Juli: Jean Chassagne, französischer Automobilrennfahrer († 1947)
- 26. Juli: James Parke, irischer Tennis-, Rugby- und Golfspieler († 1946)
- 28. Juli: William Bowman, US-amerikanischer Fechter († 1947)

### August
- 02. August: Dora Boothby, britische Badminton- und Tennisspielerin († 1970)
- 03. August: Élie Blanchard, kanadischer Lacrossespieler († 1941)
- 03. August: Jean Van Guysse, belgischer Turner († 1945)
- 04. August: Flaminio Bottoni, italienischer Turner († unbekannt)
- 05. August: Louis Baillon, englischer Hockeyspieler († 1965)
- 07. August: Wilhelm Born, deutscher Ringer und Tauzieher († unbekannt)
- 07. August: Willy Dörr, deutscher Leichtathlet, Tauzieher und Sportpädagoge († 1955)
- 08. August: Garfield MacDonald, kanadischer Leichtathlet († 1951)
- 12. August: Harry von Rochow, deutscher Vielseitigkeitsreiter († 1945)
- 16. August: Clarence Gamble, US-amerikanischer Tennisspieler († 1952)
- 18. August: Gunnar Setterwall, schwedischer Tennisspieler († 1928)
- 21. August: Charles Lannie, belgischer Turner († 1958)
- 22. August: Johan Hübner von Holst, schwedischer Sportschütze († 1945)
- 25. August: Richard Rößler, deutscher Schwimmer († 1969)
- 26. August: John Fleming, britischer Sportschütze († 1965)

### September
- 02. September: Désiré Beaurain, belgischer Fechter († 1963)
- 02. September: Stanley Shoveller, englischer Hockeyspieler († 1959)
- 06. September: Charles Stewart, britischer Sportschütze († 1965)
- 08. September: Jean Chaland, französischer Eishockeyspieler († 1973)
- 08. September: Harry Hillman, US-amerikanischer Leichtathlet und Olympiasieger († 1945)
- 10. September: Willy Gilbert, norwegischer Segler († 1956)
- 15. September: Wilhelm Blystad, norwegischer Hochspringer und Hürdenläufer († 1954)
- 15. September: Ettore Bugatti, italienischer Automobilfabrikant und Konstrukteur († 1947)
- 15. September: Eugène Choisel, französischer Hürdenläufer und Weitspringer († 1946)
- 16. September: Clyde Blair, US-amerikanischer Sprinter († 1953)
- 16. September: Madge Syers, britische Eiskunstläuferin († 1917)
- 17. September: Eugène Olivier, französischer Degenfechter († 1964)
- 18. September: Nicolas Adam, luxemburgischer Kunstturner († 1957)
- 18. September: Eugen Spiegler, österreichischer Geher († unbekannt)
- 21. September: George Stadel, US-amerikanischer Tennisspieler († 1952)
- 23. September: Ronald Brebner, englischer Fußballtorhüter († 1914)
- 25. September: Thomas Homewood, britischer Tauzieher († 1945)
- 27. September: William Clothier, US-amerikanischer Tennisspieler († 1962)
- 28. September: George Finnegan, US-amerikanischer Boxer († 1913)
- 28. September: Eleonora Sears, US-amerikanische Tennisspielerin († 1968)

### Oktober
- 01. Oktober: Louis Laufray, französischer Schwimmer und Wasserballspieler († 1970)
- 03. Oktober: Arthur Hiller, deutscher Fußballspieler († 1941)
- 04. Oktober: Henry Potter, US-amerikanischer Golfspieler († 1955)
- 05. Oktober: Robert Stangland, US-amerikanischer Weit- und Dreispringer († 1953)
- 09. Oktober: Maurice Hochepied, französischer Schwimmer und Wasserballspieler († 1960)
- 10. Oktober: Gaston Ragueneau, französischer Langstreckenläufer († 1978)
- 15. Oktober: Frederick McCarthy, kanadischer Radsportler († 1974)
- 16. Oktober: István Mudin, ungarischer Leichtathlet († 1918)
- 16. Oktober: William Orthwein, US-amerikanischer Schwimmer und Wasserballspieler († 1955)
- 16. Oktober: Henry Rambusch, dänischer Fußballspieler († 1954)
- 19. Oktober: Ruben Örtegren, schwedischer Sportschütze († 1965)
- 23. Oktober: Charles Armstrong, US-amerikanischer Ruderer († 1952)
- 23. Oktober: Harry Stiff, britischer Tauzieher († 1939)
- 25. Oktober: John Hagerman, kanadisch-US-amerikanischer Weit- und Dreispringer († 1960)
- 26. Oktober: Louis Bastien, französischer Bahnradsportler und Fechter († 1963)
- 26. Oktober: Julius Frey, deutscher Schwimmer († 1960)
- 27. Oktober: Edvard Larsen, norwegischer Dreispringer († 1914)
- 28. Oktober: Bruno Söderström, schwedischer Leichtathlet († 1969)
- 29. Oktober: John DeWitt, US-amerikanischer Hammerwerfer und Footballspieler († 1930)

### November
- 03. November: George Mehnert, US-amerikanischer Ringer († 1948)
- 05. November: Edward Spencer, britischer Geher († 1965)
- 10. November: Sophia Gorham, britische Motorbootfahrerin († 1969)
- 12. November: Jacob Hergenhahn, deutsch-US-amerikanischer Kunstturner († 1966)
- 14. November: René Tartara, französischer Schwimmer († 1922)
- 16. November: Herbert Gidney, US-amerikanischer Hochspringer († 1963)
- 16. November: Hugo Meisl, österreichischer Fußballnationaltrainer († 1937)
- 17. November: Eugène Besse, französischer Marathonläufer († 1919)
- 18. November: Gösta Åsbrink, schwedischer Gerätturner und Moderner Fünfkämpfer († 1966)
- 21. November: Émile Georget, französischer Radrennfahrer († 1960)
- 22. November: Maurice Macaire, französischer Fußballspieler († unbekannt)
- 22. November: Jack Montgomery, US-amerikanischer Reiter und Polospieler († 1948)
- 22. November: Thomas Thornycroft, britischer Motorbootfahrer († 1955)
- 23. November: Samuel Newton, kanadischer Sportschütze († 1944)
- 27. November: Ejler Allert, dänischer Ruderer († 1953)
- 27. November: Daniel Lawton, französischer Tennisspieler († 1979)
- 28. November: Cecil Healy, australischer Schwimmer († 1918)

### Dezember
- 01. Dezember: Alastair Denniston, britischer Hockeyspieler († 1961)
- 02. Dezember: Robert Zimmerman, kanadischer Schwimmer und Wasserspringer († 1980)
- 03. Dezember: David Kneeland, US-amerikanischer Marathonläufer († 1948)
- 03. Dezember: Ernst Rosell, schwedischer Sportschütze († 1953)
- 04. Dezember: Felice Nazzaro, italienischer Automobilrennfahrer († 1940)
- 06. Dezember: Helen Aitchison, britische Tennisspielerin († 1947)
- 08. Dezember: Archie McDiarmid, kanadischer Leichtathlet († 1957)
- 12. Dezember: Arie van der Velden, niederländischer Segler († 1967)
- 14. Dezember: Jacob Björnström, finnischer Segler († 1935)
- 14. Dezember: Charles Campbell, britischer Segler († 1948)
- 14. Dezember: Howard Valentine, US-amerikanischer Leichtathlet († 1932)
- 17. Dezember: Yngvar Bryn, norwegischer Eiskunstläufer († 1947)
- 23. Dezember: Gunnar Tallberg, finnischer Segler († 1931)
- 24. Dezember: Alfredo Gollini, italienischer Turner († 1957)
- 25. Dezember: Sigvart Johansen, norwegischer Sportschütze († 1964)
- 26. Dezember: Antoine Doyen, belgischer Geher († 1951)
- 29. Dezember: John Scott Leary, US-amerikanischer Schwimmer († 1958)

### Geburtsdatum unbekannt
- Oscar de Cock, belgischer Ruderer († unbekannt)
- Sydney Evans, britischer Boxer († 1927)
- Carl Körting, deutscher Kunstturner († unbekannt)
- Carlo Maserati, italienischer Ingenieur, Motorrad- und Automobilrennfahrer († 1910)
- René Mortiaux, belgischer Bobfahrer († unbekannt)

## Gestorben
- Juli: Ilja Stepanowitsch Schumow, russischer Schachmeister und Schachkomponist (* 1819)